# Bobby Marshall
Bobby Marshall (12 de marzo de 1880-27 de agosto de 1958), fue un deportista estadounidense. Conocido principalmente como jugador de fútbol americano, también compitió en deportes como béisbol, atletismo, boxeo y hockey sobre hielo.
Marshall jugó como tight end para el equipo universitario de Minnesota de 1904 a 1906. Fue el primer afroamericano en jugar a fútbol americano en la Big Nine (después conocido como la Big Ten Conference).  Se graduó de Minnesota en 1907. De 1920 hasta 1924 jugó en la National Football League con los Minneapolis Marines, los Kelley Duluths y los Rock Island Independents. Marshall junto con Fritz Pollard son considerados los primeros afroamericanos en jugar en la NFL. 
Fue seleccionado para el Salón de la Fama del Fútbol Americano Universitario en 1971.

## Estadísticas
- Estadísticas de Bobby Marshall

- Datos: Q82130
- Multimedia: Bobby Marshall / Q82130